# نشان شاهنشاهی دودمان قاجار
نشان شاهنشاهی دودمان قاجار نشان رسمی ایران از اواسط دوره قاجار تا آغاز دوره پهلوی بود. این نشان در زمان پادشاهی محمدشاه قاجار به وجود آمد و به سرعت نقش آن بر روی سکه‌ها، اسکناس‌ها و مدال‌های آن دوره تا آغاز دوره پهلوی رواج یافت. در اوایل دوره پهلوی این نشان با نشان شاهنشاهی ایران جایگزین شد.

## مشخصات
قسمت اصلی این نشان شامل شیر و خورشید است که در وسط نشان قرار گرفته و یک حلقه شامل یک شاخه بلوط و یک شاخه زیتون که به وسیله روبانی به هم متصل شده‌اند دور تا دور آن را گرفته و انتهای آن‌ها به تاج کیانی در بالای شیر و خورشید ختم می‌شود. تاج کیانی در اینجا نماد ویژه پادشاهان دودمان قاجار محسوب می‌شود.

## نگارخانه

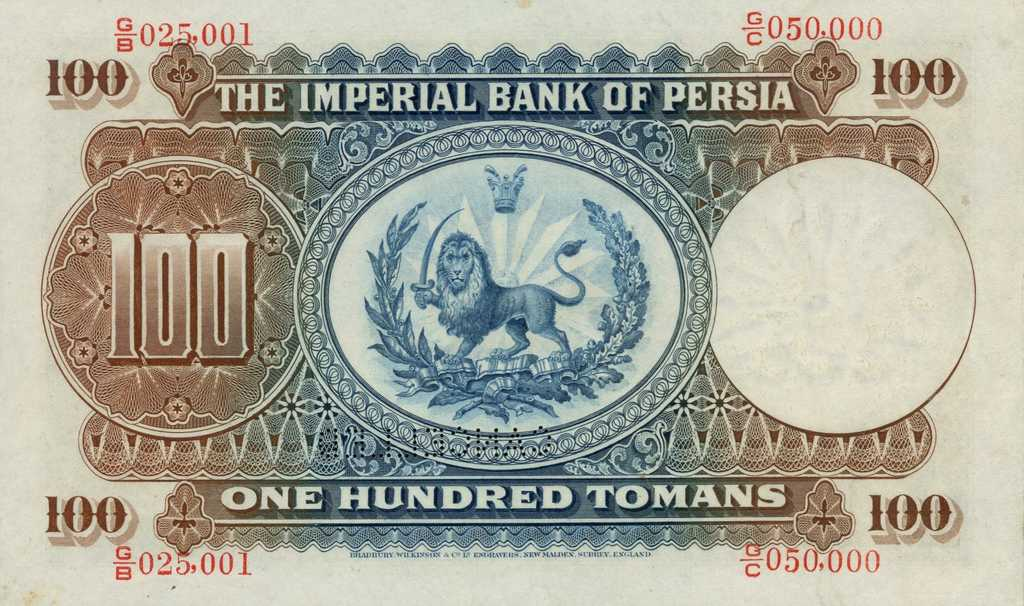
نشان شاهنشاهی دودمان قاجار پشت اسکناس صد تومانی مربوط به دوره ناصرالدین‌شاه
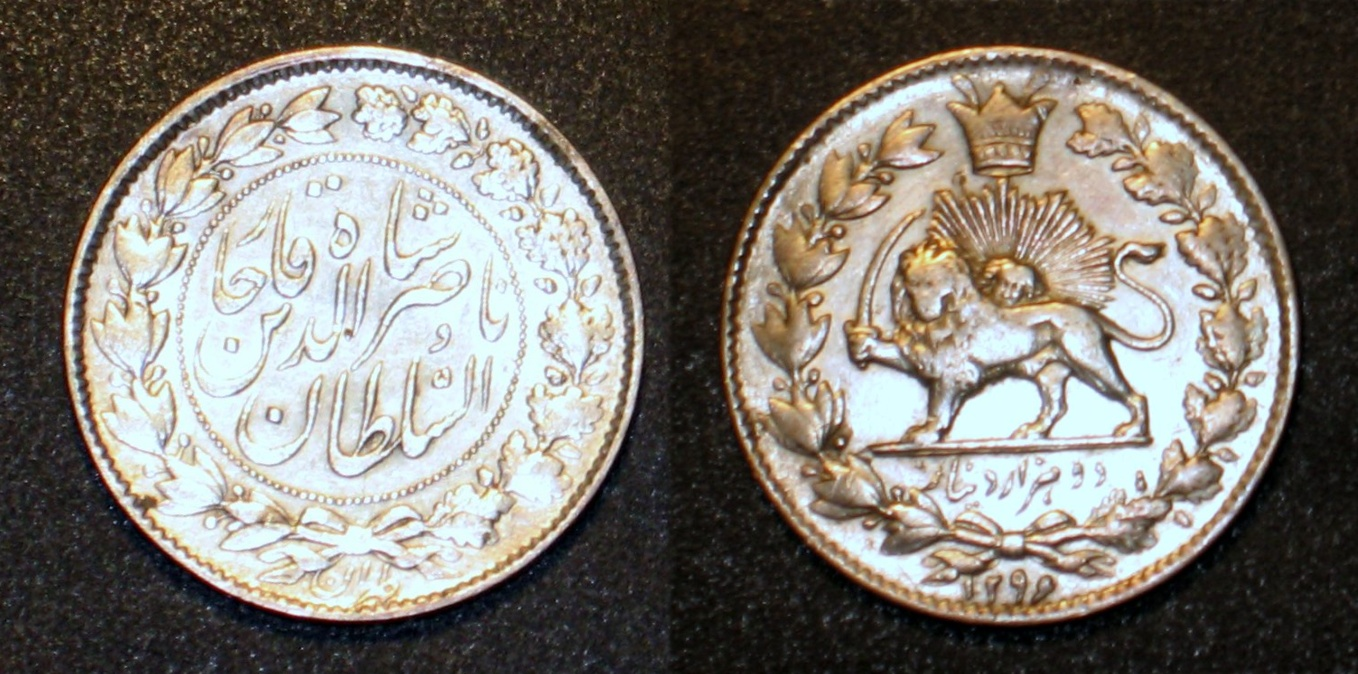
نشان شاهنشاهی دودمان قاجار بر روی سکه دوهزار دیناری مربوط به دوره ناصرالدین‌شاه
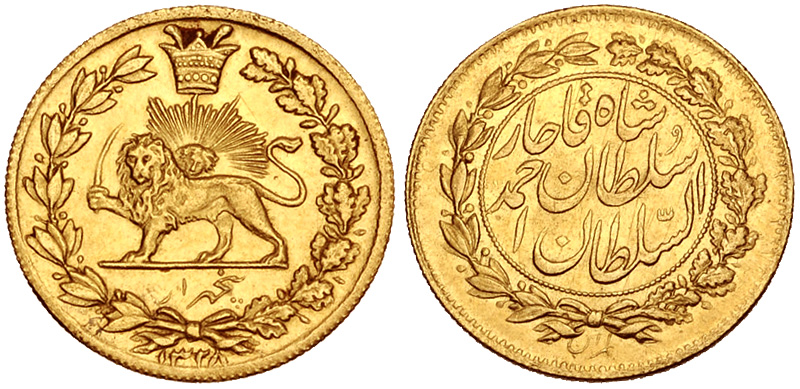
نشان شاهنشاهی دودمان قاجار بر روی سکه طلای مربوط به دوره احمدشاه، ضرب تهران
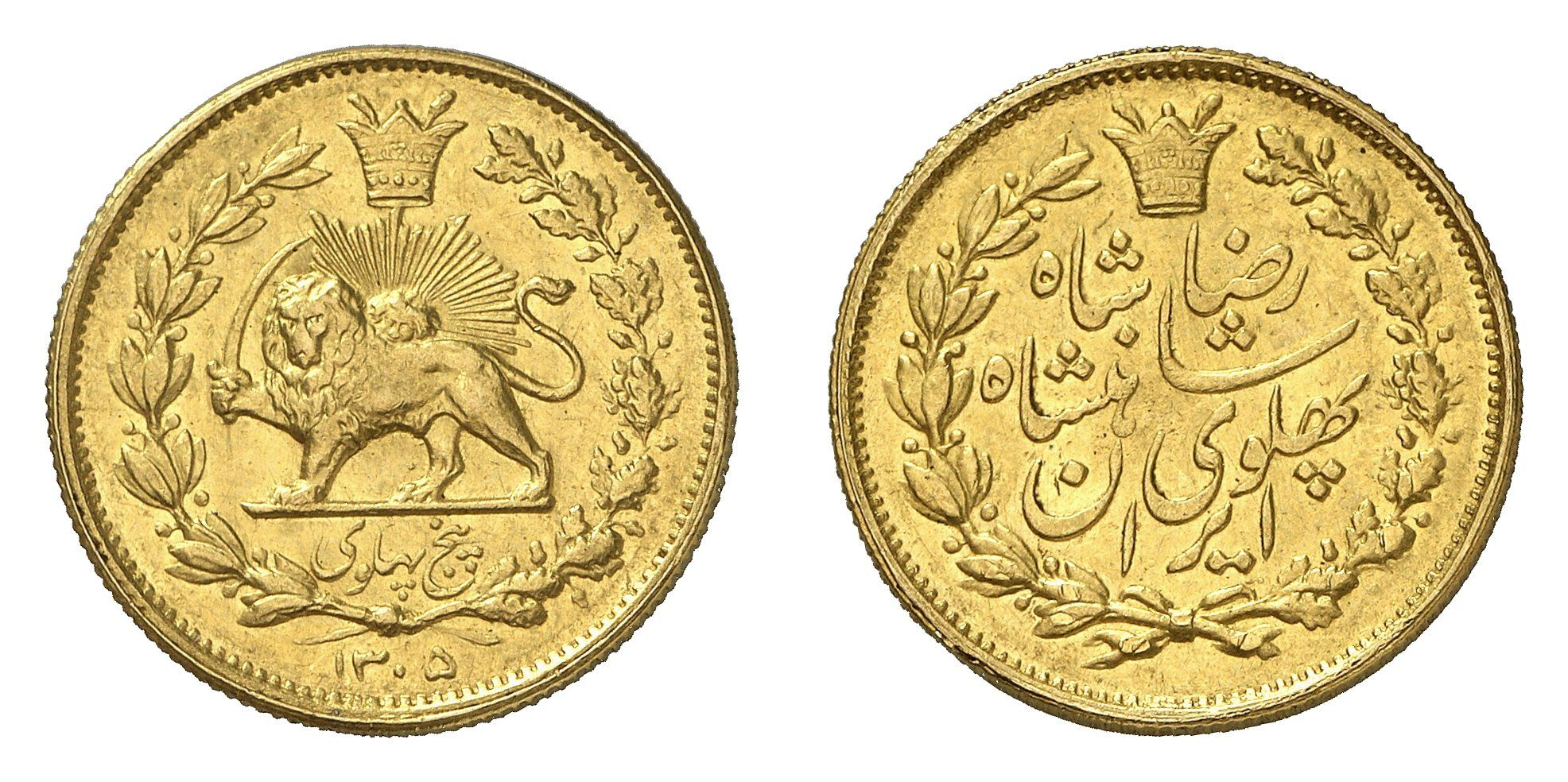
نشان شاهنشاهی دودمان قاجار بر روی سکه پنج پهلوی رضاشاه ضرب سال ۱۳۰۵ خورشیدی؛ این نشان در سری‌های بعدی سکه پهلوی حذف گردید.